# Blåsfiskar
Blåsfiskar (Tetraodontidae) är en familj i ordningen blåsfiskartade fiskar. Det finns mer än 120 arter, fördelat över ett knappt 30-tal släkten.
Det vetenskapliga namnet kommer från de fyra sammanvuxna tänder som bildar en sorts näbb. Det svenska namnet kommer efter fiskarnas förmåga att vid fara blåsa upp sig; de flesta arterna innehåller även ett starkt nervgift.

## Namn
Det vetenskapliga namnet – Tetraodontidae – kommer av att fisken har fyra stora specialiserade tänder av olika utseeende beroende på art. Tänderna används till att krossa skalet på blötdjur och kräftdjur som är deras naturliga föda. 
Blåsfiskarna har fått sitt namn efter att de vid fara kan blåsa upp sig med vatten eller luft. Fisken ändrar då sin kroppsform från den normala till en mer klotformad, vilket skyddar den genom att göra den svårare att svälja för predatorer.
Blåsfisk har också flera andra namn, som kulfiskar, fugu och de engelska globefish, swellfish och blowfish.

## Kännetecken
Blåsfiskar har en rundad, kompakt kropp, stort huvud med högt ansatta ögon och näbbliknande käkar. De saknar bukfenor, men har en ryggfena och en analfena som båda är förhållandevis små och belägna långt bak på kroppen. Även bröstfenorna är ganska små; blåsfiskarna är inga snabba simmare, men de kan röra sig i vattnet med stor skicklighet. Stjärtfenan har vanligen en något rundad kant och är inte kluven.
Huden saknar fjäll, och den är normalt grov eller taggig.
Längden hos de olika arterna varierar från cirka 2,5 centimeter till cirka 90 centimeter. Färgteckning och mönster uppvisar också stora skillnader från art till art, och det finns både arter som är diskret brunaktigt färgade – ofta med ljusare undersida och mörkare översida – och arter som är klart färgade i exempelvis gult, blått och grönt.

## Utbredning, akvariefiskar
Det finns över 100 arter av blåsfiskar. De förekommer främst i varma, tropiska eller subtropiska hav, och speciellt vanliga är de vid korallrev. Några arter återfinns även i sötvatten och i bräckvatten. De är ovanliga i tempererade hav och finns inte i kalla vatten.
Ett antal arter hålls som akvariefiskar. Detta gäller särskilt arter från söt- eller brackvatten i Sydamerika, Afrika eller Sydostasien.

## Levnadssätt
Blåsfiskar lever vanligen ensamma, och flera arter hävdar aggressivt revir gentemot andra fiskar av samma art, särskilt hanarna.
I samband med parning ägnar sig många arter åt parvis lek. De lägger sedan äggen i en grop eller på en sten, där äggen antingen överges eller får skydd av hanen. Reproduktionen sker oftast fritt i vattnet, undantaget några arter som fäster sina ägg på klippor. 
Som yngel lever blåsfiskar pelagiskt. Som vuxna håller de sig vanligen i närheten av rev.
Det vetenskapliga namnet kommer av att fisken har fyra stora specialiserade tänder, som kännetecknar de olika arterna. Tänderna används till att krossa skalet på blötdjur och kräftdjur som är deras naturliga föda. I dieten ingår musslor, sjöborrar, krabbor och koralldjur, men de äter även alger.

## Försvar och gift
Blåsfiskar har flera typer av försvar gentemot rovfiskar. Dels har de förmåga att vid fara blåsa upp sig med vatten eller luft, vilket snabbt sväljs och hamnar i en avdelning av magsäcken; kroppsformen blir då närmast klotformad. Detta gör fisken svårare att svälja för en predator. Forskare tror att denna försvarsmetod utvecklats, eftersom fiskarnas makliga simhastighet minskar deras möjlighet att kunna simma ifrån en angripare.

### Giftighet
De flesta arter innehåller dessutom alkaloiden tetrodotoxin (TTX), vilket är mycket giftigt för människor. Allmänt används giftet för att avskräcka fiender. Giftet produceras av bakterier i fiskens diet, och exemplar i fiskodlingar – där dieten är annorlunda – tenderar att sakna giftet. Jämför pilgiftsgrodor, vilka acckumulerar sitt gift via insekter i dieten.
I Japan är blåsfisk, fugu, en delikatess som dock bara får beredas professionellt av speciellt utbildade och examinerade kockar. Det mesta av giftet är koncentrerat till skinn och inre organ, med en stark koncentration i könsorganen. En stark koncentration finns även i levern som enligt lag inte får säljas över huvud taget och som på restauranger hanteras som riskavfall.
Giftet fungerar som ett nervgift. Den hämmar aktiviteten i muskler och nerver och leder till andningsförlamning, ofta med dödlig utgång. En enda blåsfisk kan innehålla tillräckligt med tetrodotoxin för att kunna döda dussintals med fiender, och inget känt motgift finns.
För fisken själv har TTX en annan effekt. Den fungerar som stressdämpande medel. Tester har visat att blåsfiskar som får mat som innehåller/genererar TTX blir större och samtidigt mindre aggressiva. Dessa individer hade även mindre mängder av kortisol i blodet och kortikotropinfrisättande hormon i hjärnan.

## Släkten och arter
| Arothron meleagris i normalt respektive uppblåst skick. |  | Arothron meleagris i normalt respektive uppblåst skick. |
| Arothron meleagris i normalt respektive uppblåst skick. |  |                                                         |

- Amblyrhynchotes
- Arothron
- Auriglobus
- Canthigaster
- Carinotetraodon
- Chelonodon
- Colomesus
- Contusus
- Ephippion
- Feroxodon
- Fugu
- Gastrophysus
- Javichthys
- Lagocephalus
- Liosaccus
- Marilyna
- Monotretus
- Omegaphora
- Pelagocephalus
- Polyspina
- Reicheltia
- Sphoeroides
- Takifugu
- Tetractenos
- Tetraodon
- Torquigener
- Tylerius
- Xenopterus

## Galleri

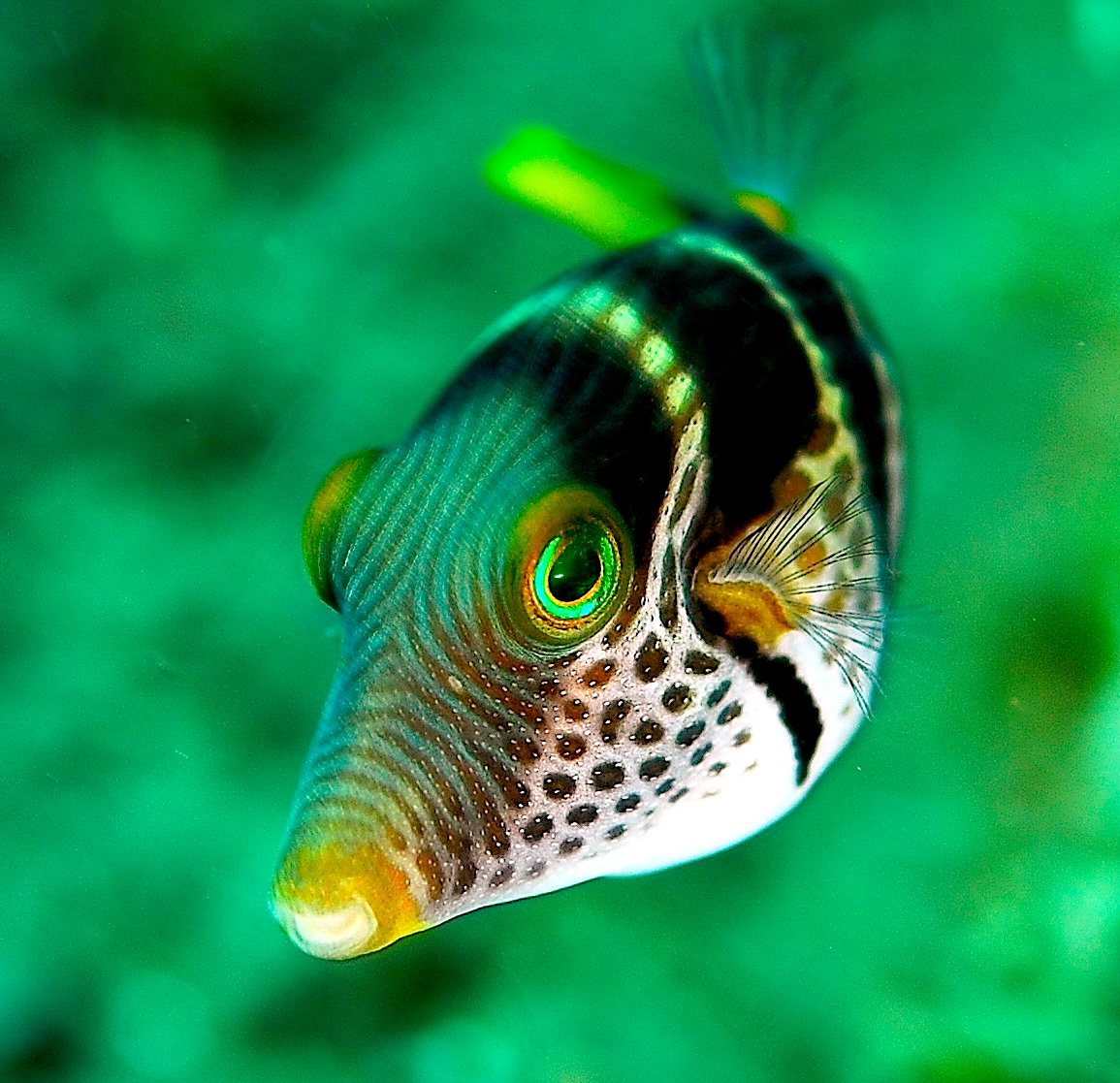
Canthigaster valentini.
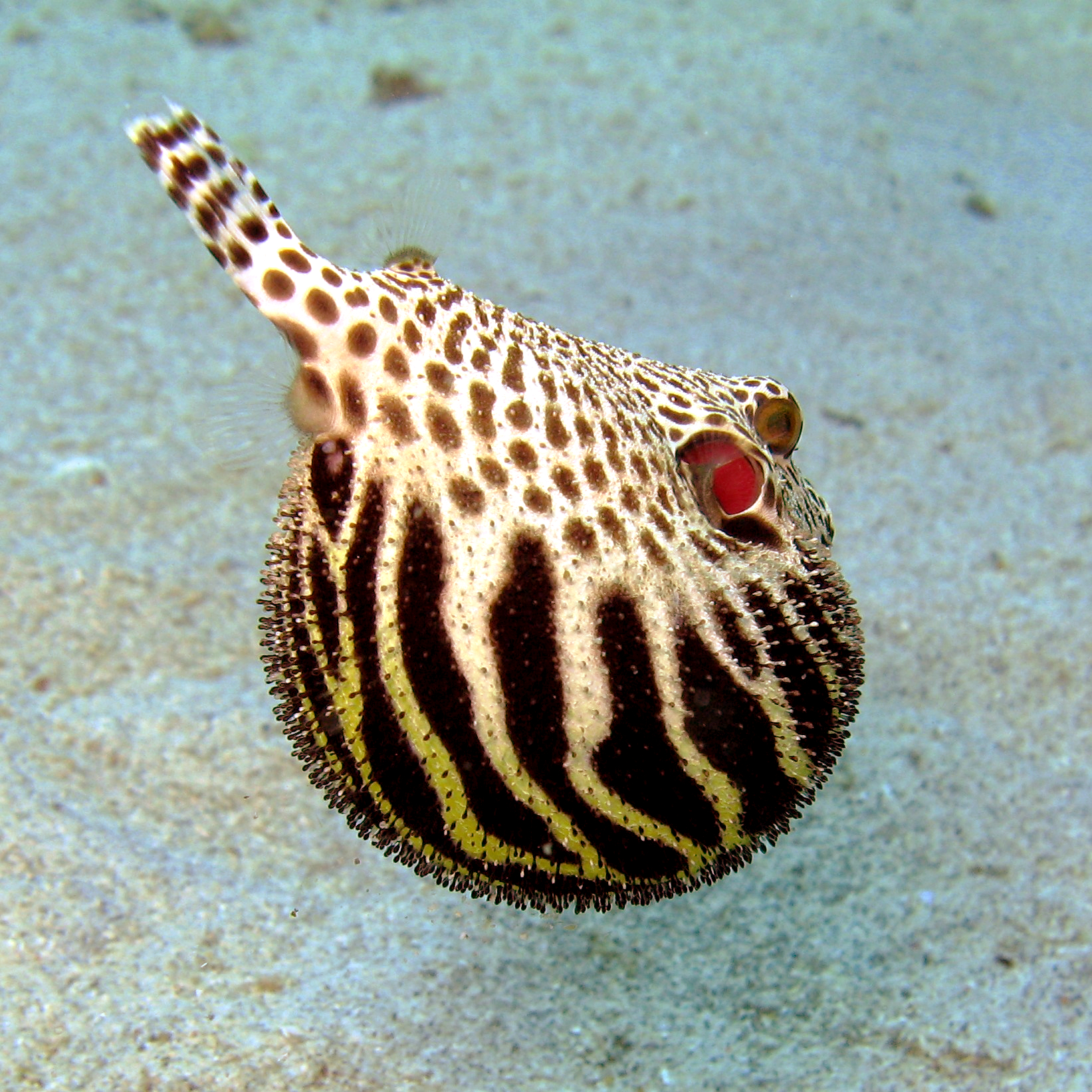
Uppblåst Arothron stellatus.
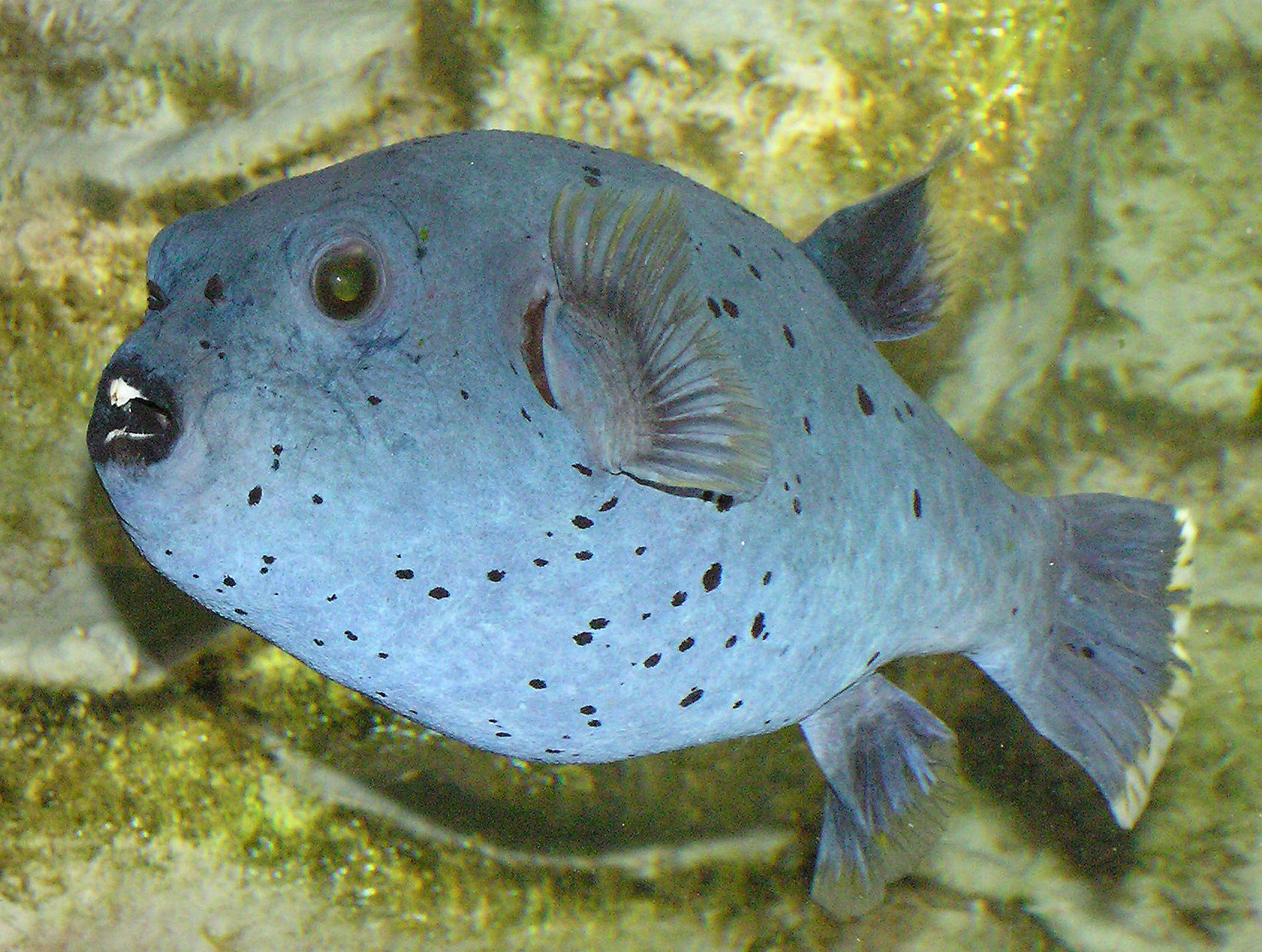
Arothron nigropunctatus.